# 香港銅鑼灣維景酒店

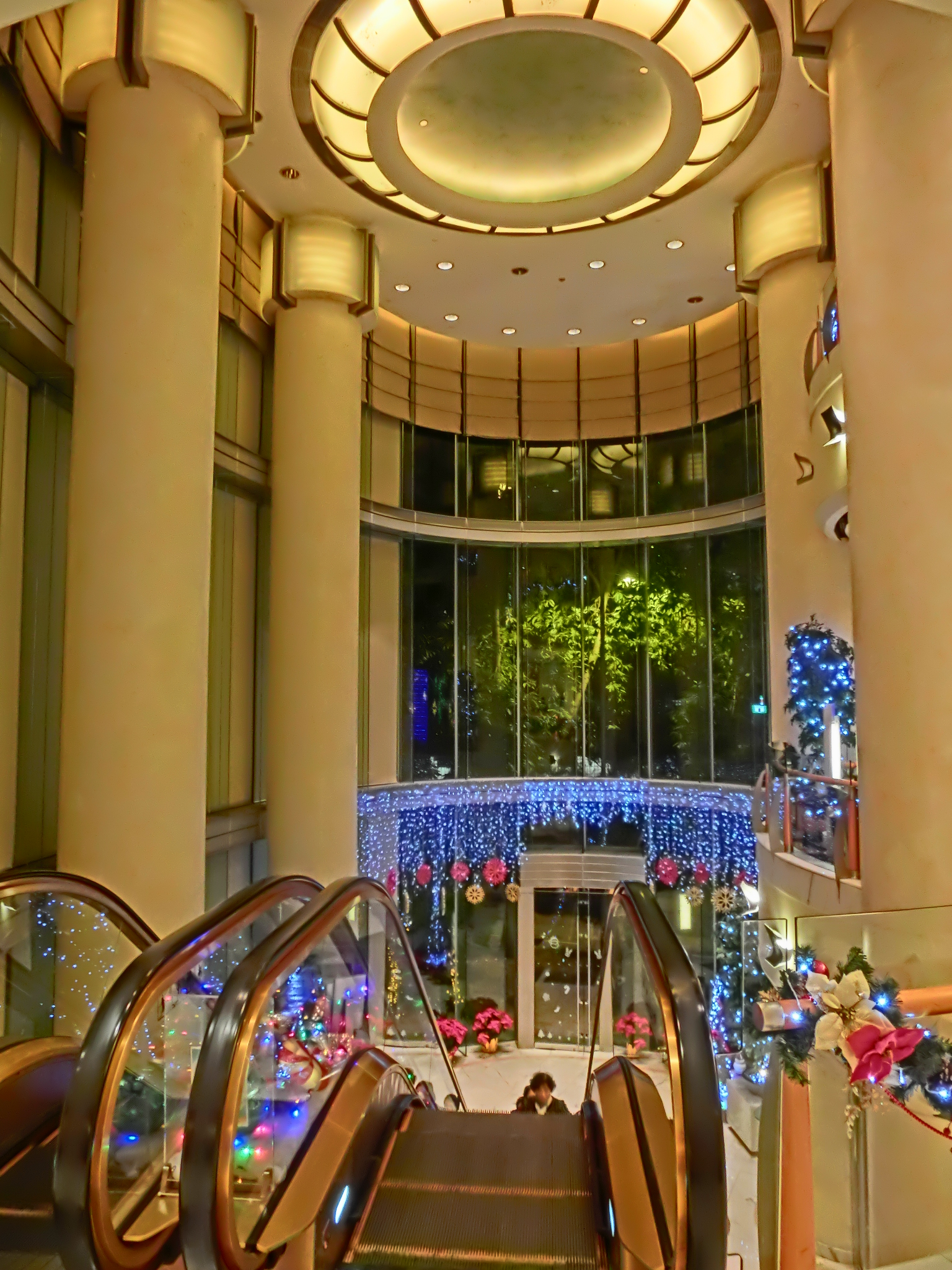
入口大堂

香港銅鑼灣維景酒店（英語：Metropark Hotel Causeway Bay Hong Kong），原名維景酒店（英語：Metropark Hotel），為香港灣仔區的一間四星級酒店，位於香港島銅鑼灣銅鑼灣道148號，鄰近港鐵天后站，樓高33層，共提供266間客房。現時為香港特别行政区维护国家安全公署的臨時總部所在地。
酒店於2002年開幕，由香港中旅集團旗下的維景國際酒店管理有限公司管理，超過七成客房均面向維多利亞港及維多利亞公園，得以飽覽醉人海景。酒店鄰近多個旅遊觀光點及購物中心，如銅鑼灣崇光百貨、時代廣場及連卡佛等。

## 設施
酒店設健身中心和桑拿房。而頂層有室外泳池和按摩池，可享維多利亞公園和維多利亞港美景。而1樓和2樓為Vic's 酒廊和繽紛維苑餐廳。
此外，酒店設有24小時免費寬頻（Wi-Fi）上網、健身室、桑拿、商務中心、多功能廳、醫務室、停車場等設施。

## 服務
酒店服務方面，酒店提供托兒服務、即日洗燙、租車服務、外幣兌換等服務，另外，酒店更提供免費穿梭巴士服務往返灣仔香港會議展覽中心及往銅鑼灣購物中心。

## 國安署臨時總部
因應2020年7月1日生效的《港版国安法》，2020年7月8日香港成立國安署，酒店於2020年7月8日起全面交予國安署作臨時總部之用，並暫定完全停止對外業務半年，以待國安署覓得永久總部。酒店官網顯示其正進行內部維修，而其訂房網站亦無法預訂房間。而公署開幕禮將會在7月8日早上7時進行，附近路面亦會被封閉。國家安全事務顧問駱惠寧、駐港國安公署署長鄭雁雄、兩名公署副署長李江舟及孫青野、特首林鄭月娥及三名司長，紀律部門首長等高官，先後乘坐車輛進入大樓出席開幕儀式。

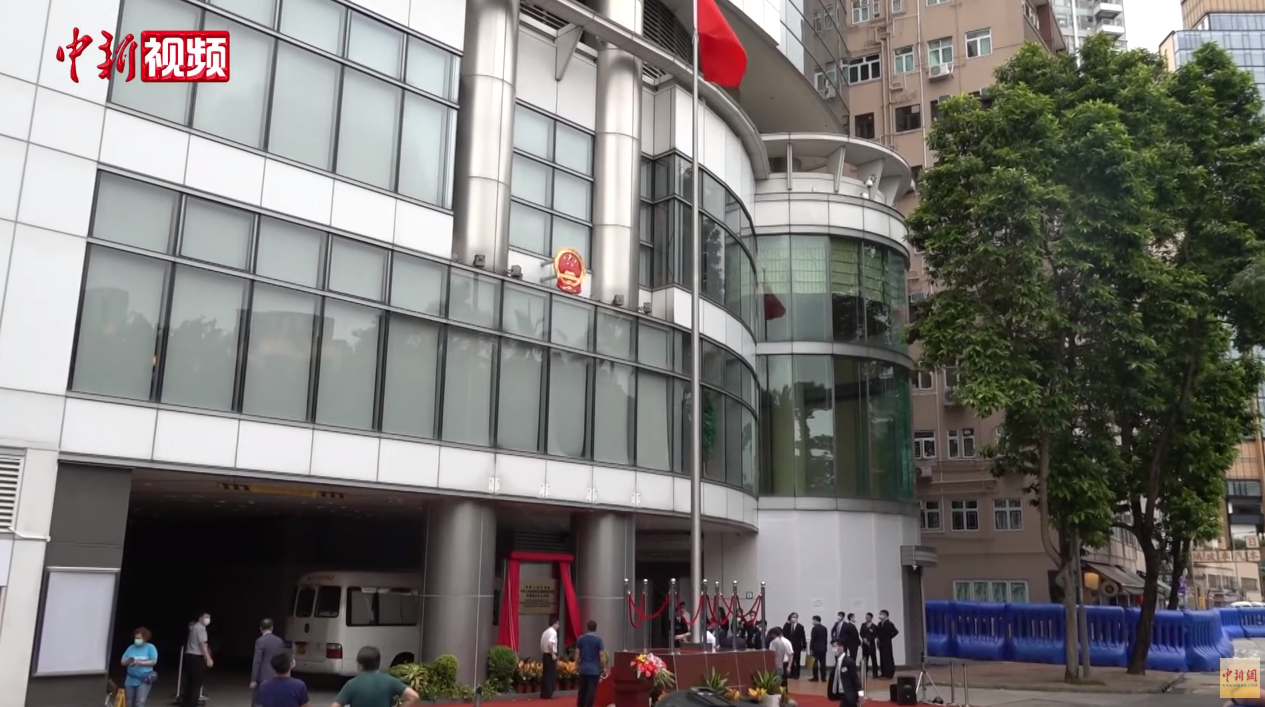
酒店外牆掛上中華人民共和國國徽，前門設置旗杆台
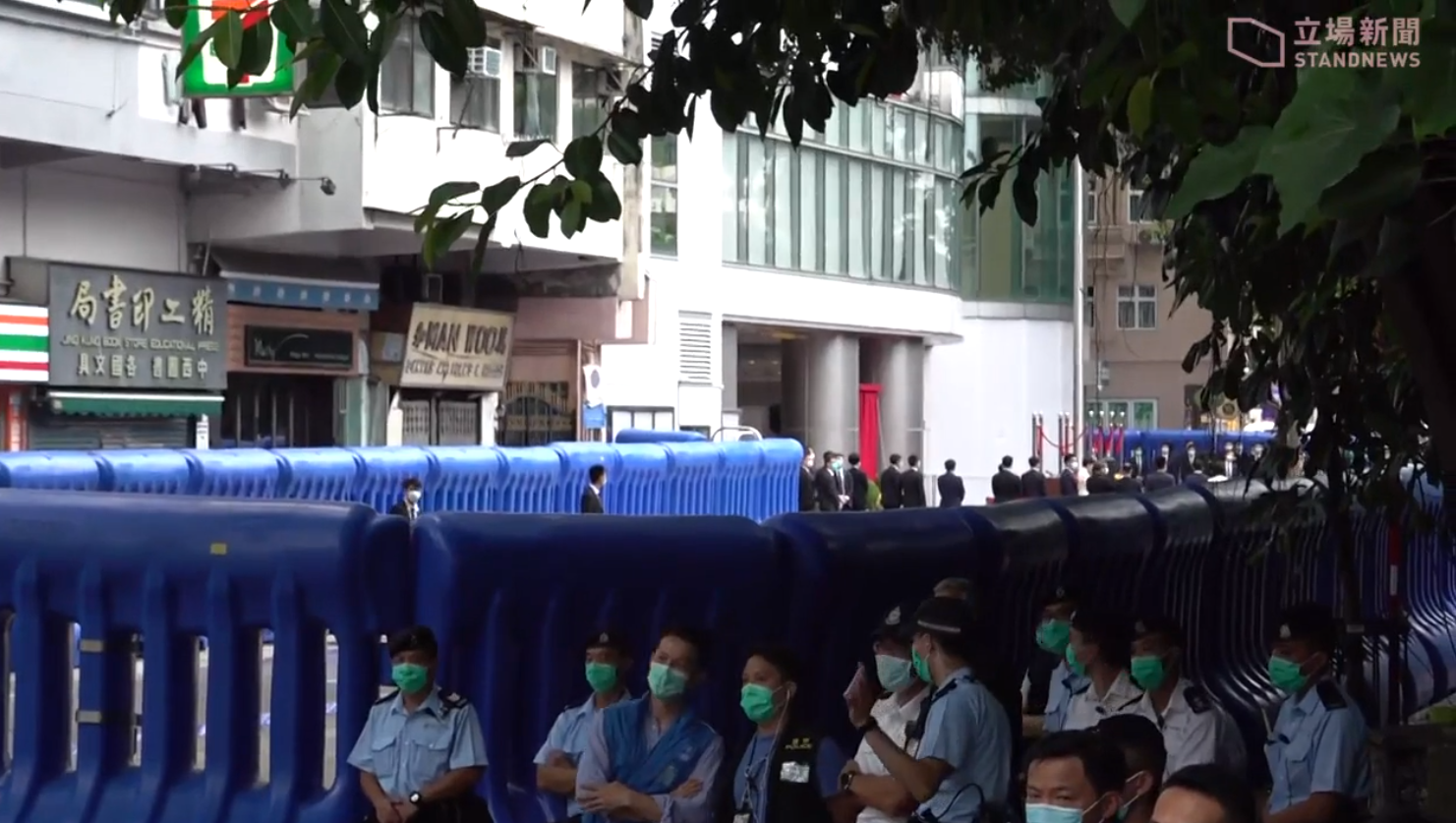
傳媒只能於水馬外採訪
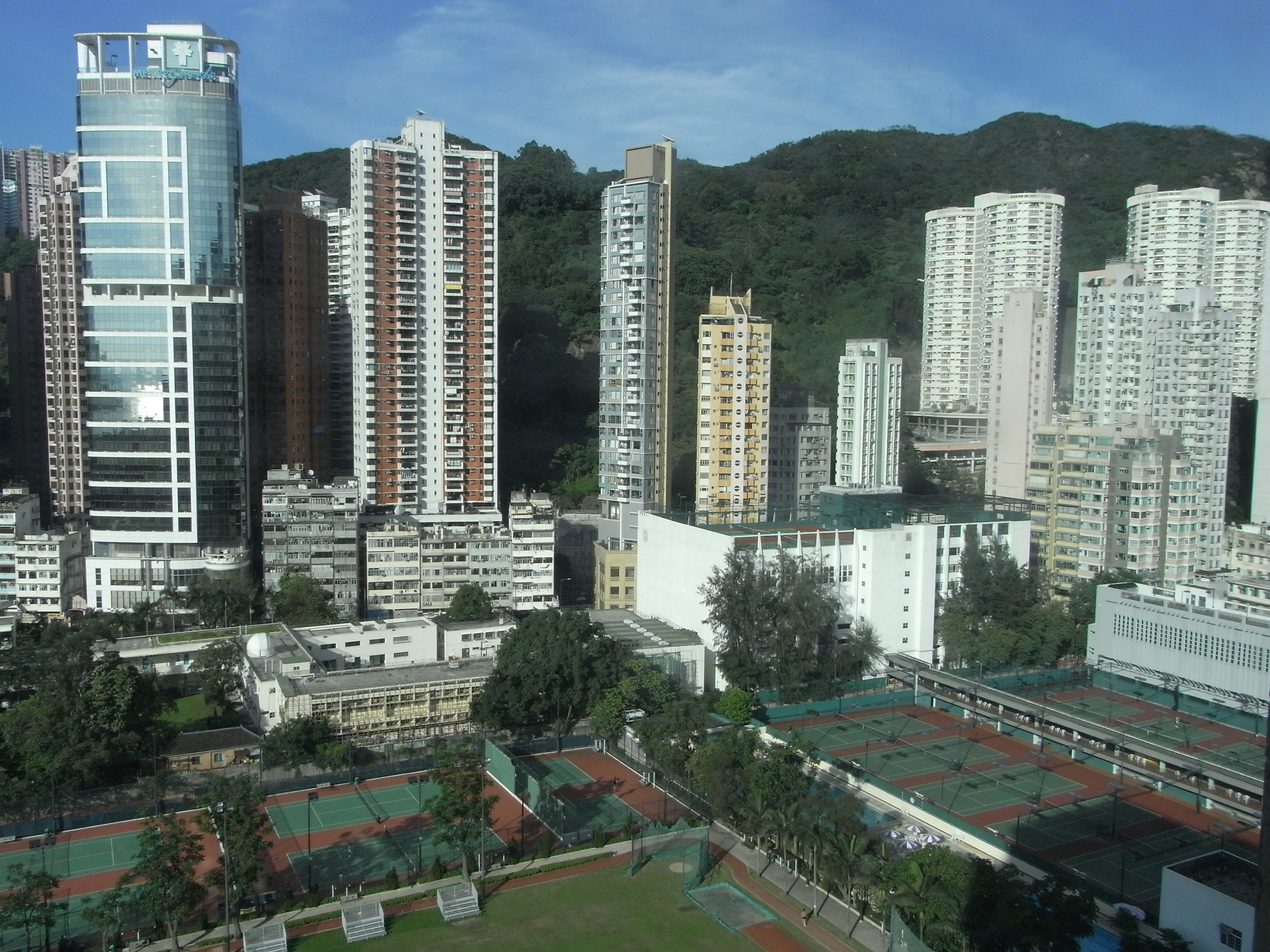
國安公署（圖左之碧綠色建築）選址貼近民居
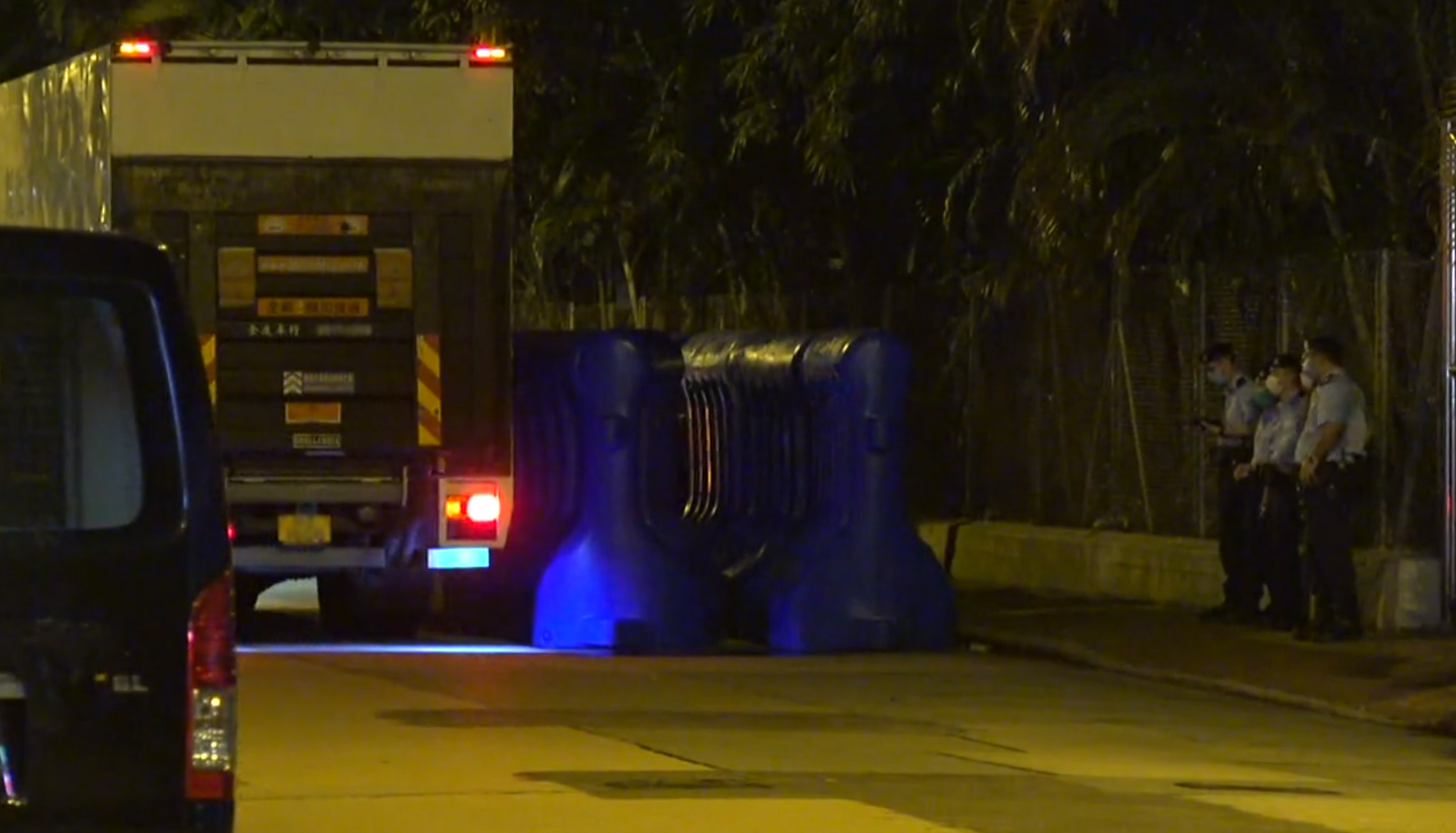
7月7日晚上，警方安排多輛貨車運送水馬到酒店周邊一帶，有警員戒備
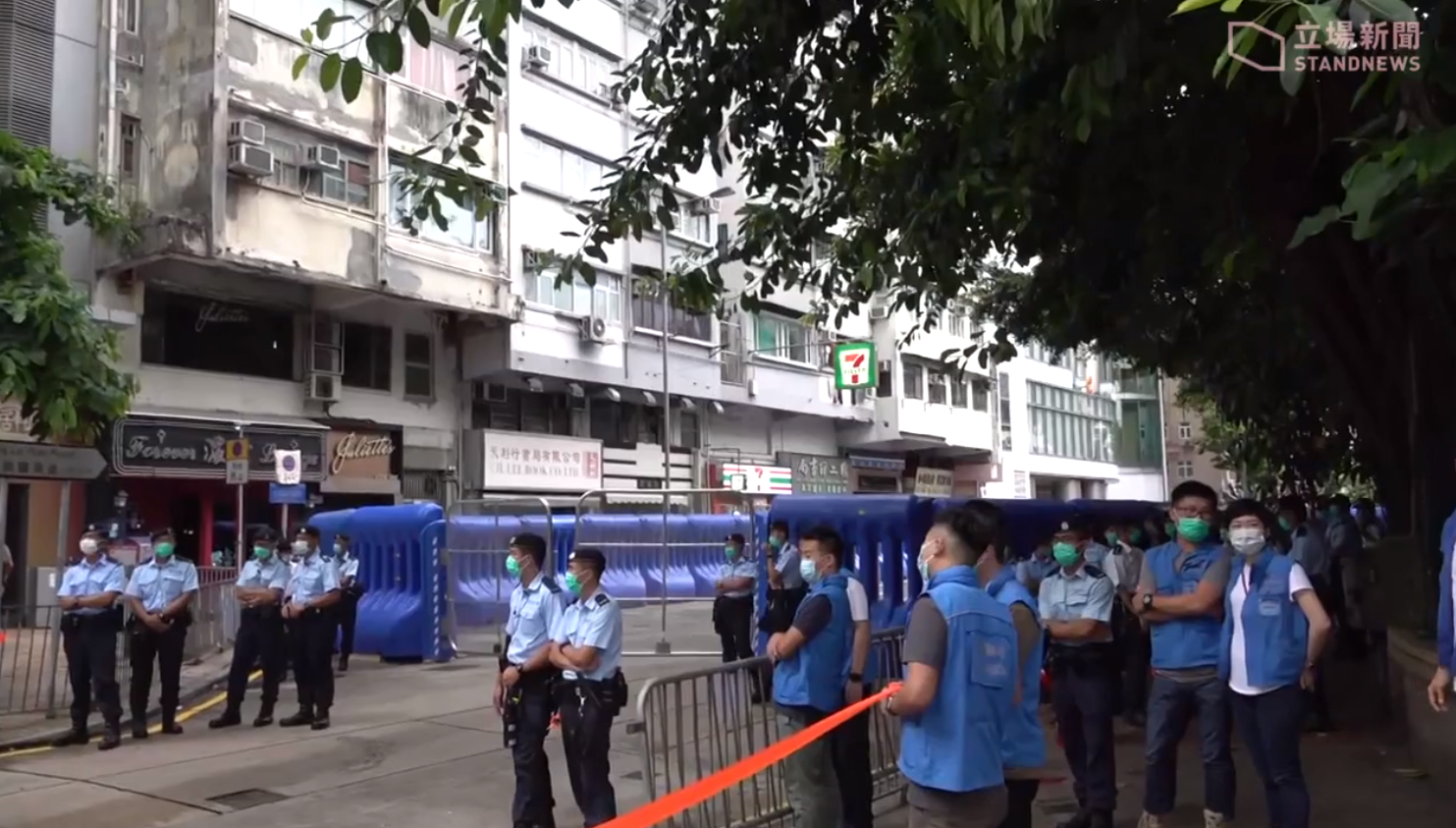
7月8日早上，大批警員在水馬外戒備
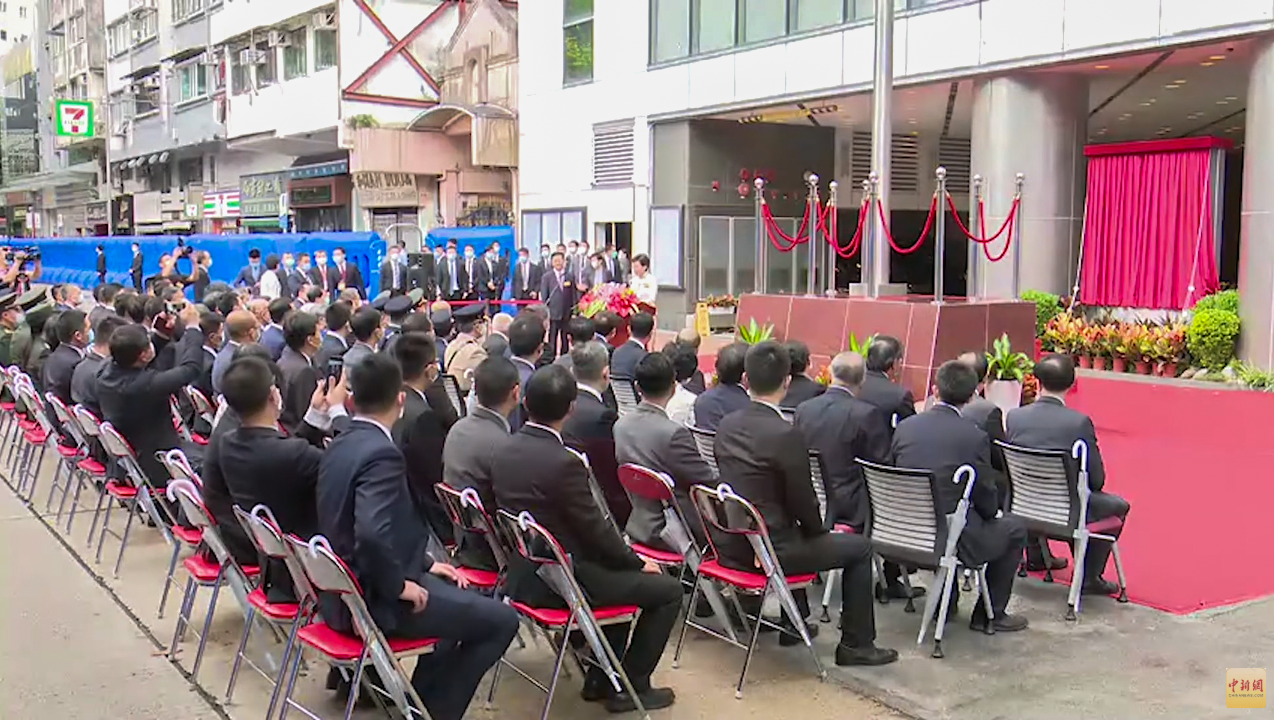
公署開幕禮在水馬包圍下進行
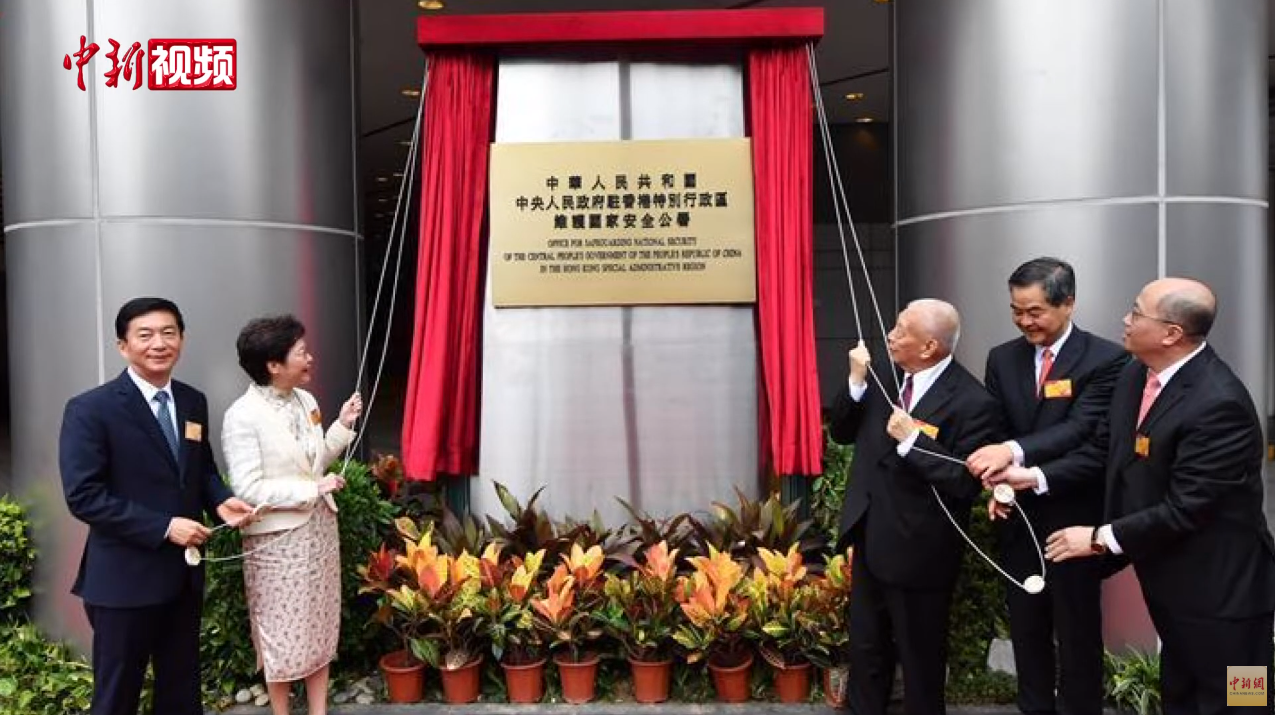
林鄭月娥(左二)與駱惠寧(左一)、董建華(右三)、梁振英(右二)和鄭雁雄(右一)為國安公署揭牌

### 揭幕禮
國安公署總部位於銅鑼灣銅鑼灣道，附近以民居，學校為主。警方於開幕儀式前12小時封閉一段銅鑼灣道，放置警方路障及築起水馬，並於附近一帶包括中央圖書館門外佈防，整個封鎖區域有上百名警員、10多部警車、爆炸品處理車輛及警犬協助執勤，駐守及巡邏。香港獨立媒體引述灣仔區議會主席楊雪盈批評警方安排擾民。她認為警方只在不足24小時前通知巴士改道及封路措施屬「相當倉卒」，阻礙鄰近居民上班上學。
另外，香港獨立媒體引述位於國安公署總部對面，有皇仁書院學生表示，開幕禮龐大的警力對附近居民及學生造成滋擾，出入極不方便。
《大公報》社评認為，儀式於早上七時開始，大多數市民還在睡覺。而儀式結束後已清走水馬，方便附近學校上課，認為此舉是「细微处见精神」、「反映国安公署对香港民情的关怀」。
《蘋果日報》指，政府新聞處未有事前向傳媒預告會有揭幕儀式，亦未有事前查詢那些傳媒機構「做pool（香港傳媒界術語，指擔當各傳媒的唯一拍攝代表）」，或交傳媒自行抽籤決定，有違一般做法，《蘋果日報》形容事件「較特殊」。據《蘋果日報》了解，《蘋果日報》、《明報》及《南華早報》的攝影部均沒有就是次「做pool」的安排獲通知或諮詢。
揭幕禮傳媒區與國安公署相距約100米。即使有大批記者於國安公署通宵守候，最後只有《星島日報》、《文匯報》及《新華社》等約3至4間傳媒獲准近距離拍攝，其餘記者只能在傳媒區側面拍攝揭幕禮。《蘋果日報》指傳媒區離揭幕禮現場過遠，在場大部份記者「一個字也聽不到林鄭月娥的致辭」，要待儀式完成後超過2小時才收到特首林鄭月娥的致辭講稿。因此《蘋果日報》認為採訪自由受到限制。

### 居民私隱问题
楊雪盈指，區內居民普遍擔心國安公署的設備會侵犯私隱，未知會否被監察。位於國安公署當區的灣仔區議會天后選區區議員陳鈺琳稱。她擔心國安人員及警員站崗的位置與民居過近，距離不足半米，會對區內居民生活構成無形壓力。
另外，公署外的閉路電視能夠觀望皇仁書院校內，有學生憂慮校內活動會被監察，打擊學術自由。
《大公報》社评認為，部份市民對国安公署心存疑虑是「不足为奇，但完全沒有必要」，指非建制派大肆“妖魔化”国安公署，因為只有對國家安全有威脅的人才會畏惧国安公署。

### 選址過程
楊雪盈及陳鈺琳均表示，事前未獲通知國安公署在區內落戶。灣仔區議會愛群選區區議員羅偉珊亦質疑地政總署未有諮詢區議會。
灣仔區議會軒尼詩選區區議員顧國慧指根據《北角分區計劃大綱圖》，維景酒店本屬「住宅」用途，認為應先向城規會申請改劃為「政府、機構及社區」用地。
屋宇署載有私人樓宇圖則的「百樓圖網」內國安公署的圖則資料被刪除。署方稱是圖則版權擁有人認為該圖則屬「藝術作品」，故反對公開作品，但同集團的其他酒店資料仍在「百樓圖網」。本土研究社成員黃肇鴻擔心土地資訊慢慢會成為國家機密而不再公開。
而規劃署及地政總署則均稱國安公署做法在規劃及地契下均無違限制。

### 日後遷出
2021年2月27日，《南華早報》引述消息指，中央駐港國安公署將遷出該處，但拒絕透露搬遷時間、原因及未來新址。
2025年5月13日，該酒店被行政長官會同行政會議以《維護國家安全條例》列為禁地。

## 圖集

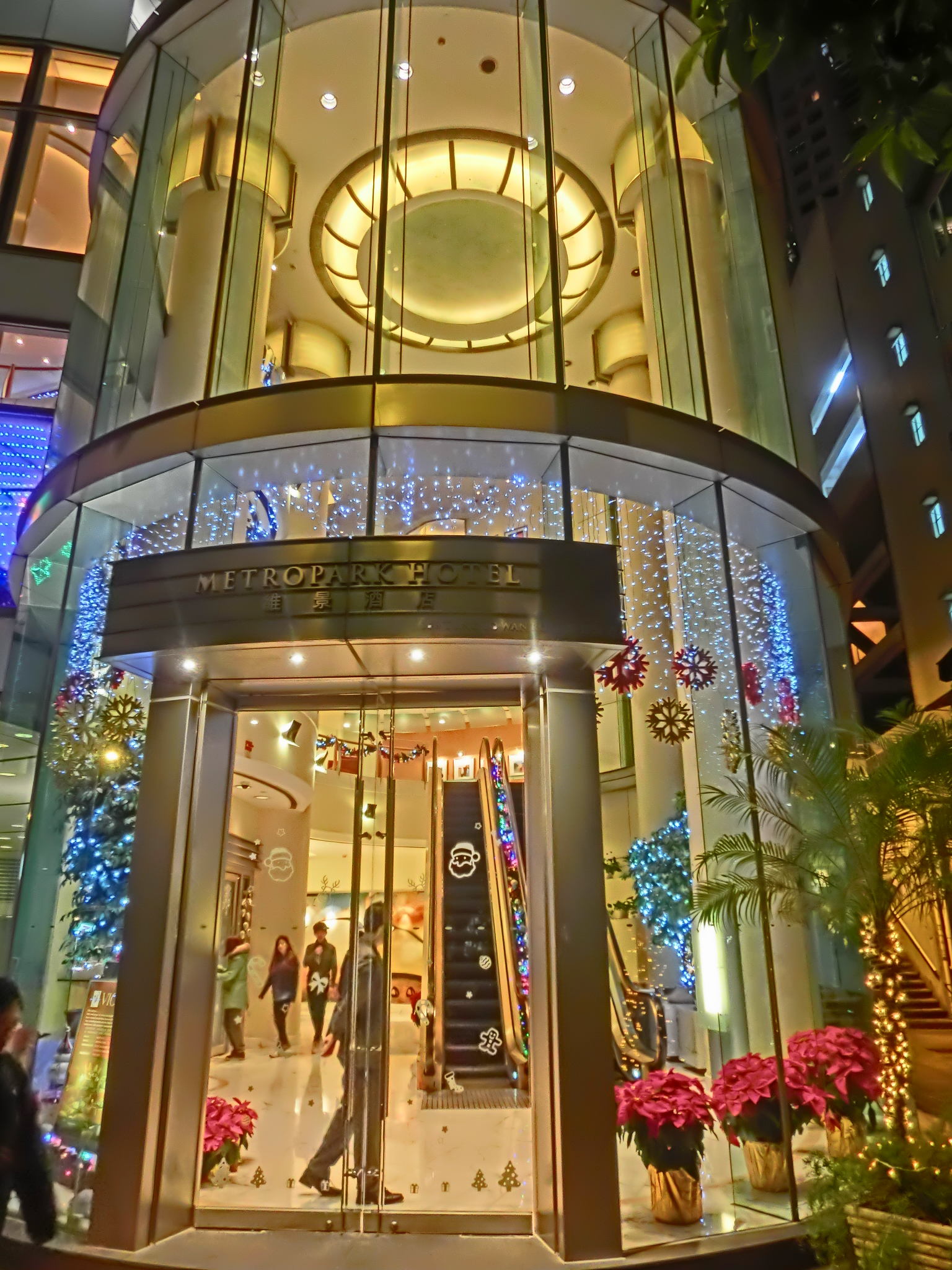
入口
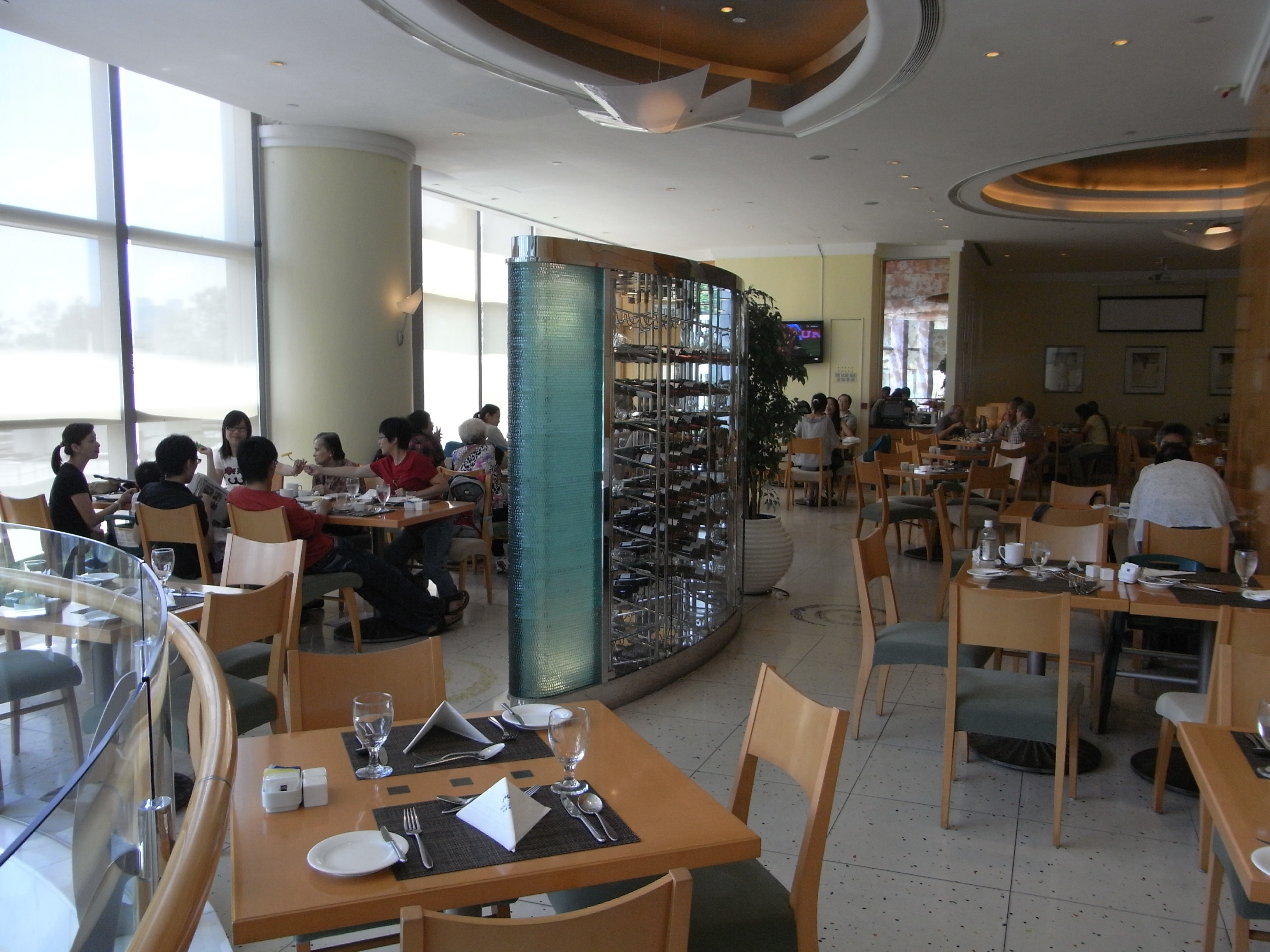
2樓繽紛維苑餐廳
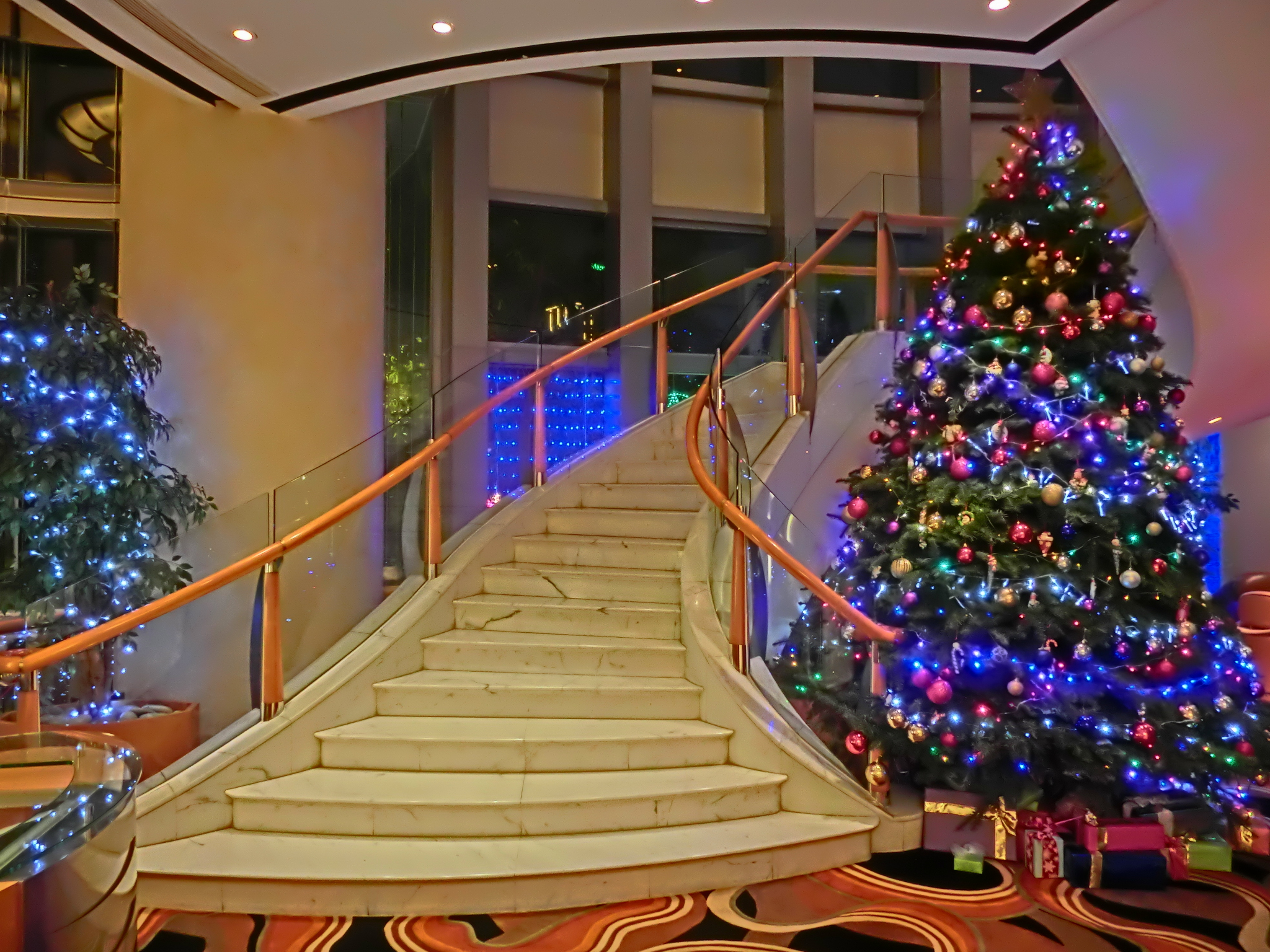
大堂樓梯
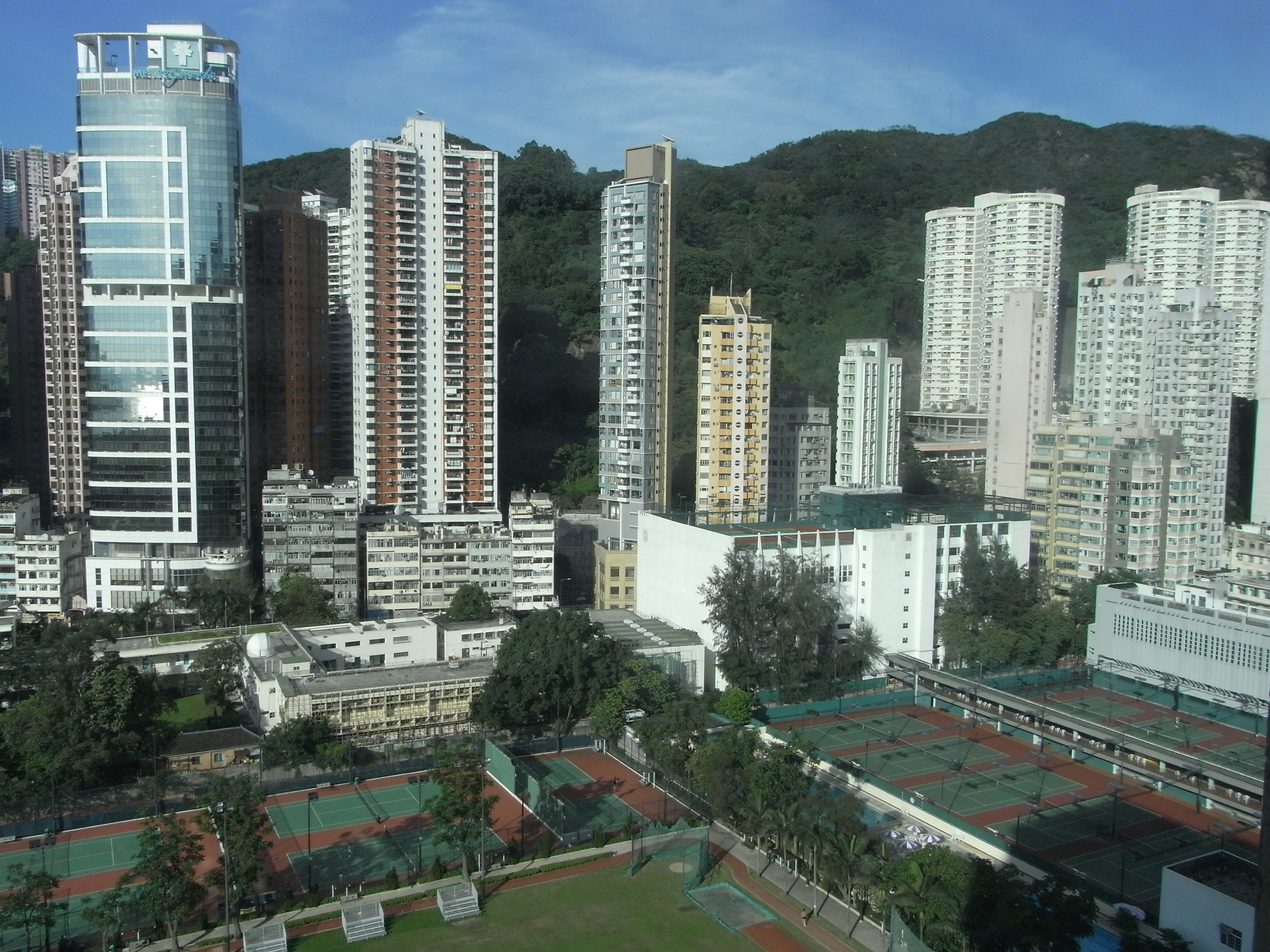
酒店位於銅鑼灣的大坑地區，亦是俗稱天后的一部份

## 鄰近
- 維多利亞公園
- 銅鑼灣天后廟
- 浣紗街
- 中華遊樂會
- 大坑蓮花宮
- 香港中央圖書館
- 皇仁書院
- 柏景台
- 英皇道
- 香港崇光百貨
- 銅鑼灣時代廣場
- 連卡佛
- 跑馬地馬場
- 香港大球場
- 香港遊艇會
- 香港會議展覽中心
- 金紫荊廣場
- 山頂
- 香港海洋公園

## 參看
- 香港酒店列表
- 中央人民政府駐香港特別行政區維護國家安全公署
- 港中旅酒店有限公司
- 香港灣仔維景酒店
- 香港九龍維景酒店
- 香港旺角維景酒店
- 澳門維景酒店

## 外部連結
- 香港銅鑼灣維景酒店（页面存档备份，存于）